# Jenny Rydhström
Jenny Rydhström, född 1973, är en svensk idrottskvinna och näringslivsprofil. I början av 2000-talet var Jenny Rydhström krönikör för Helsingborgs Dagblad. Hon grundade tillsammans med två kusiner ehandelsföretaget Gents.se år 2002 och blev senare svensk mästarinna i boxning år 2003 och 2004. Under åren 2001 till 2010 arbetade Jenny Rydhström som skattejurist med inriktning M&A i Stockholm och New York. År 2010 hoppade hon av juristkarriären, köpte ut sina två kusiner från Gents och tog över VD- och ägarrollen. 
Under 2017 publicerade Jenny Rydhström tre böcker: Den medvetne mannens guide till rakning och skägg samt Pekbok Mustasch och Pekbok Skägg för mindre barn.